# Carro (Tortora)
Carro (lokaal dialect: Carru) is een plaats (frazione) in de Italiaanse gemeente Tortora.